# Hemmestad
Hemmestad est une localité du comté de Troms, en Norvège.

## Géographie
Administrativement, Hemmestad fait partie de la kommune de Kvæfjord.